# Вальтер Гарцер
Вальтер Гарцер (нім. Walter Harzer; 29 вересня 1912, Штутгарт — 29 травня 1982, Штутгарт) — німецький офіцер, оберфюрер СС. Кавалер Лицарського хреста Залізного хреста.

## Біографія
У листопаді 1930 року вступив в НСДАП (квиток № 477 371) і СА, 1 листопада 1931 року — в СС (посвідчення № 23 101). Освіту здобув в юнкерському училищі СС в Бад-Тельці. З серпня 1933 по березень 1934 року проходив військову службу в піхоті. В травні-листопаді 1936 року служив в Головному управлінні СД. З 9 листопада 1934 року — командир взводу, з 1 квітня 1939 року — роти штандарту СС «Дойчланд». Учасник Польської кампанії. З 1 листопада 1939 року — інструктор з тактики юнкерського училища СС в Брауншвейгу, з 12 березня 1941 року — унтер-офіцерського училища СС в Радольфцеллі. 12 червня 1941 року переведений в діючу армію і призначений командиром 2-го батальйону 4-го піхотного полку СС. З 11 липня 1942 року — в штабі 57-го танкового корпусу. З 22 лютого 1943 року — старший ад'ютант штабу 10-ї моторизованої дивізії СС «Фрундсберг». З квітня 1943 року — начальник оперативного відділу 9-ї моторизованої дивізії СС «Гогенштауфен». У вересні 1944 року під командуванням Гарцера була сформована бойова група, яка вела запеклі бої проти англо-американських військ в районі Арнхема. З жовтня 1944 року — начальник штабу 5-го гірськострілецького корпусу СС. 28 листопада 1944 року призначений командиром 4-ї поліцейської моторизованої дивізії СС, залишався на цій посаді до кінця війни (тільки в березні 1945 року його недовго заміщав штандартенфюрер СС Фріц Гехлер). Після закінчення війни брав активну участь в діяльності ХІАГ (організації колишніх військовослужбовців військ СС), займався історією військ СС.

## Сім'я
21 грудня 1941 року одружився в Кракау з Гізелою Гергардт (1918–2002). В шлюбі народилась дочка Бригітта.

## Звання
- Анвертер СС (1 листопада 1931)
- Манн СС (22 лютого 1932)
- Єфрейтор (1933/34)
- Роттенфюрер СС (25 серпня 1933)
- Унтершарфюрер СС (10 грудня 1933)
- Шарфюрер СС (1 липня 1934)
- Обершарфюрер СС (23 грудня 1934)
- Юнкер СС (25 квітня 1936)
- Унтерштурмфюрер СС (5 травня 1936)
- Унтершарфюрер СС (4 листопада 1936)
- Унтерштурмфюрер СС (29 вересня 1937)
- Оберштурмфюрер СС (30 січня 1939)
- Гауптштурмфюрер СС (16 травня 1940)
- Штурмбаннфюрер СС (20 квітня 1943)
- Оберштурмбаннфюрер СС (30 січня 1944)
- Штандартенфюрер СС (30 листопада 1944)
- Оберфюрер СС (20 квітня 1945)

## Нагороди
- Почесна шпага рейхсфюрера СС
- Кільце «Мертва голова»
- Німецький кінний знак в золоті
- Медаль «У пам'ять 13 березня 1938 року»
- Медаль «У пам'ять 1 жовтня 1938» із застібкою «Празький град»
- Медаль «За вислугу років у СС» 4-го, 3-го і 2-го ступеня (12 років)
- Медаль «За вислугу років у НСДАП» в бронзі (10 років)
- Залізний хрест
  - 2-го класу (29 вересня 1939)
  - 1-го класу (26 жовтня 1941)
- Штурмовий піхотний знак в сріблі (25 лютого 1942)
- Медаль «За зимову кампанію на Сході 1941/42» (15 серпня 1942)
- Німецький хрест в золоті (19 серпня 1944)
- Лицарський хрест Залізного хреста (21 вересня 1944)